# معلقة الأعشى
معلقة الأعشى هي قصيدة من قصائد الأعشى، يَعُدها العرب من ضمن المعلقات العشر، نظمها الأعشى على البحر البسيط. يبلغ عدد أبيات المعلقة 66 بيتًا.

## الأعشى
هو ميمون بن قيس بن جندل بن شراحيل بن عوف بن سعد بن ضُبيعة، من بني قيس بن ثعلبة، يرجع نسبه إلى علي بن بكر بن وائل، وينتهي إلى ربيعة بن نزار. يعرف بأعشى قيس، ويكنّى بأبي بصير، ويقال له أعشى بكر بن وائل، والأعشى الكبير. عاش عمراً طويلاً وأدرك الإسلام ولم يسلم، ولقب بالأعشى لضعف بصره، وعمي في أواخر عمره. مولده ووفاته في قرية منفوحة في اليمامة (أحد أحياء مدينة الرياض الآن)، وفيها داره وبها قبره.
يُعد الأعشى  من شعراء الطبقة الأولى في الجاهلية، كان كثير الوفود على الملوك من العرب والفرس، فكثرت الألفاظ الفارسية في شعره. كان غزير الشعر، يسلك فيه كل مسلك، وليس أحد ممن عرف قبله أكثر شعراً منه. كان يغني بشعره فلقب بصنّاجة العرب، اعتبره أبو الفرج الأصفهاني، كما يقول التبريزي: أحد الأعلام من شعراء الجاهلية وفحولهم.
قدّمت طائفة من النقاد القدماء الأعشى وفضلوه على غيره من الشعراء، ومنهم أبو عمرو بن العلاء. وقد جعله ابن سلام في الطبقة الأولى من فحول الشعراء الجاهليين وقيل فيه إنه أشعر الناس إذا طرب. ومن قدّم الأعشى يحتج بكثرة طواله الجياد، وتصرّفه في المديح والهجاء وسائر فنون الشعر، وليسذلك لغيره. ويقال إنه أوّل من سأل (تكسّب) بشعره. وهو صاحب أول قصة شعرية في الجاهلية، إذ مدح الشاعر شريح بن السموأل راوياً قصة وفاء السموأل بن عادياء. ويغلب على شعر الأعشى اللون القصصي الحماسي، فالشاعر أدنى إلى القاص الذي يسجل أحداث
عصره. وقد أولع الأعشى ببعض أساليب كثر دورانها في شعره، أهمها أربعة وهي: وحدة القصيدة، والاستدارة، والاستطراد، والقصص. اشتهر الأعشى بالمديح والغزل، وكان له أثر كبير في زمانه، حتى قيل إنه ما مدح أحداً في الجاهلية إلا رفعه، وقصة مدحه للمحلَّق الكلابي مشهورة في كتب الأدب.

## المعلقة

### تعريف بالمعلقة
تحفل معلقة الأعشى بفيض من الصور والتشابيه والأوصاف الدقيقة اللينة لمفاتن المرأة وحوار الحب ولقاء المتعة وتصوير علاقات العشق الفاشلة، والحديث عن مجلس الشّراب مع الصحاب والقيان، أما موضوع الهجاء فهو موجه إلى يزيد بن شيبان، ولوم الشاعر له وافتخاره على قومه بالبلاء الأوفى بالحرب، والانتهاء إلى الوعيد والتهديد بالثأر. يحاول الأعشى في القصيدة أن يبين الحبّ الفاشل، وكيف أن المرء قد يعلق بفتاة لا تحبه بل تحب سواه، والآخر المحبوب قد لا يحبّها، وكيف تتشابك مثل هذه العلاقات الفاشلة. وكأن الأعشى يكشف عن الجانب الآخر من حياة البشر، جانب الانفعالات وعلاقات الحب والصدود، حتى ذهبت هذه الأبيات مضرب المثل، لصدقها وواقعيتها، وانطباقها على أحداث الناس في الجانب العاطفي من حياتهم، ولبلاغتها في تركيز الصورة والحكمة معاً.

### نص المعلقة
يقول الأعشى: